# Antenor Tavares
Antenor Tavares (Tijucas, 20 de março de 1921 - Rio de Janeiro, 11 de dezembro de 1989) foi um advogado e político brasileiro.

## Biografia
Filho de Jacó Lameu Tavares e de Guilhermina Born Tavares.
Bacharel em direito pela Faculdade de Direito de Santa Catarina (1945).
Foi deputado à Assembleia Legislativa de Santa Catarina na 1ª legislatura (1947 — 1951) e na 3ª legislatura (1955 — 1959).